# Pettorano sul Gizio
Pettorano sul Gizio település Olaszországban, Abruzzo régióban, L’Aquila megyében. Lakosainak száma 1302 fő (2023. január 1.). Pettorano sul Gizio Introdacqua, Rocca Pia, Scanno, Cansano, Pescocostanzo és Sulmona községekkel határos.

## Népesség
A település lakossága az elmúlt években az alábbi módon változott:
| Lakosok száma | 1378 | 1414 | 1302 |
|               | 2017 | 2018 | 2023 |